# Barca (Eslováquia)
Barca é um município da Eslováquia, situado no distrito de Rimavská Sobota, na região de Banská Bystrica. Tem 11,5 km² de área e sua população em 2018 foi estimada em 611 habitantes.

## Demografia
| Ano:        | 1994 | 2004    | 2014    | 2024    |
| ----------- | ---- | ------- | ------- | ------- |
| Broj ljudi: | 300  | 451     | 553     | 614     |
| Razlika:    |      | +50,33% | +22,61% | +11,03% |

| Ano:               | 2023 | 2024   |
| ------------------ | ---- | ------ |
| Número de pessoas: | 604  | 614    |
| Diferença:         |      | +1,65% |